# Totò e i re di Roma
Totò e i re di Roma és una pel·lícula italiana del 1951 dirigida per Steno i Mario Monicelli. El director de pel·lícules de terror Lucio Fulci hi va treballar com a assistent de director.
És l'única pel·lícula en què Totò i Alberto Sordi actuen junts; el títol fa referència a una pregunta que es proposa a Totò durant l'examen del títol de primària.

## Argument
Ercole Pappalardo treballa com a arxivista cap al Ministeri; està a l'espera de la promoció -que l'ajudaria a mantenir la seva família nombrosa d'una manera més digna- i el nomenament de cavaller. Un dia, juntament amb el seu superior, el Cavalier Capasso, és cridat pel director general en persona, "Sa Excel·lència" Lagherozzi-Schianchi, per posar-se a disposició d'un compatriota, del qual el ministre vol tenir el consentiment de cara a les properes eleccions. L'home amb qui 'ha de tractar Pappalardo és un mestre pedant de primària, Palocco, que demana a l'arxiver en cap el descobriment d'un expedient sobre el trasllat d'un papagai que ja havia pertangut a un músic difunt del seu poble, del qual Palocco n'és un gran admirador, i possiblement també el descobriment de l'ocell en si.
Ercole té una malaltia cardíaca. La família viu a la pobresa, dividint un ou en set per sopar. Els veïns marxen de vacances i la dona de l'Ercole decideix simular-ne una. La família surt durant el dia acomiadant-se de tothom, però després torna a colar-se a la nit. El company d'Ercole, Ferruccio, creient-lo sol, el convida al teatre amb dues noies.
Unes hores més tard, mentre es troba al paradís d'un teatre juntament amb el seu company Ferruccio, Pappalardo esternuda sense voler i colpeja el director general, que està assegut a les parades, en companyia de Palocco. i una companyia femenina, a les butaques col·locades sota la galeria. L'esternut s'interpreta com un espit i Pappalardo és identificat per Palocco. A partir d'aquest moment, l'arxiver en cap intenta de totes les maneres possibles demanar disculpes a l'Excel·lència, però la presència de Palocco d'una banda i els suggeriments contraproduents de Ferruccio per l'altra només fan que empitjorar la situació. Després d'haver descobert que el lloro del que Palocco buscava notícies fa temps que està mort, Pappalardo decideix agafar-ne un altre i fer-lo passar com el sol·licitat.
El vespre en què l'home convida el director general i Palocco a casa seva per ensenyar-li el lloro, aquest últim només diu "aquella carronya de Lagherozzi" que l'arxiver repeteix sovint a casa i insulta per tant l'excel·lència que, enfadat, amenaça amb venjar-se. De nou a proposta de Ferruccio, Pappalardo escriu llavors una carta de disculpes a Lagherozzi-Schianchi, malauradament plena d'errors ortogràfics que empitjoren encara més la seva posició perquè el director general s'adona de la total ignorància de l'arxiver, que de fet no té ni el diploma d'escola primària. Per no fer-li perdre la feina, el seu superior li aconsella que assoleixi almenys aquest primer grau.
Ercole intenta preparar-se com pot, però gairebé respon malament totes les respostes a l'examen de llicència elemental. La comissió vol rebutjar-lo, però després d'un sincer discurs de l'arxiver entenen la seva difícil situació i decideixen admetre'l igualment; tanmateix, el president de la comissió, l'odiat Palocco, entra a la sala. L'home ridiculitza Pappalardo i el rebutja, fet que empeny l'arxiver a esclatar en una autèntica pallissa contra la comissió.
Conscient d'haver perdut ara la feina al ministeri, Pappalardo decideix morir per després donar-li números a la seva dona per jugar a la loteria en un somni: després de descobrir que l'altre món també està dominat per la per les oficines i papers segellats, aconsegueix obtenir els números il·legalment i comunicar-los a la seva dona en somni. Poc després és portat davant Déu, que pretén castigar-lo pel gest: tanmateix, quan el Pare Etern s'assabenta que Pappalardo fa trenta anys que treballa al ministeri, immediatament l'envia a Cel.

## Repartiment
- Totò: Ercole Pappalardo
- Anna Carena: Armida, esposa d'Hèrcules
- Giovanna Pala: Inès, filla d'Hèrcules
- Anna Vita: filla gran d'Hèrcules
- Alberto Sordi: Palocco, professor de primària
- Giulio Stival: Excel·lència Langherozzi-Schianchi
- Gianni Musy: Giorgio, el nuvi de la Ines
- Ernesto Almirante: el Totpoderós
- Giulio Calì: trompetista
- Emilio Petacci: filipins
- Pietro Carloni: Capasso, cap d'oficina
- Eva Vanicek: Susanna, filla d'Hèrcules
- Aroldo Tieri: Ferruccio
- Eduardo Passarelli: mestre examinador
- Amedeo Girard: Usher de l'Olimp
- Mario Maresca: Trifossi
- Mimmo Poli: una ànima

## Censura
El títol original hauria d'haver estat E poi dice che uno..., amb referència a una frase que sovint pronunciava Totò durant la pel·lícula: «E poi dice che uno si butta a sinistra...!».
A l'escena de l'interrogatori, quan Alberto Sordi li pregunta a Totò el nom d'un paquiderm, s'escolta la resposta doblada amb una veu diferent, que respon: «Bartali!». El moviment dels llavis de l'actor ja delata el canvi i també la resposta de Sordi: «Veig que no has perdut el costum d'insultar els teus superiors!» - fa encara més evident la manipulació del guió original. El to és, de fet, molt menyspreable i aquest "superior" no pot referir-se al ciclista. De fet, llegint els llavis d'en Totò, es pot entendre que pronunciï "De Gasperi!".
Una altra escena que va causar problemes amb els censors va ser tota la part ambientada en el més enllà. En la conversa final entre Pappalardo i Déu (interpretat per Ernesto Almirante) es retalla una pàgina sencera de diàleg, considerat massa irrespectuós amb la religió. També es considera inacceptable que el protagonista recorregués al suïcidi per salvar la seva família, i així, mitjançant una reconfortant nota a peu de pàgina confiada a una veu en off al final de la pel·lícula, tot queda "desdibuixat" en una mena de somni per tonificar el dramàtic no és adequat per a una pel·lícula de comèdia. A més, es talla la línia amb què Pappalardo, preparant-se per morir, demana melodramàticament veure per última vegada les seves cinc filles, que semblava massa al·lusiva a un suïcidi.

## Crítica
| «                                                      | «Ahir Rascel va demanar inspiració a Gogol per proposar-nos el drama del petit empleat en clau equívoca d'humor; avui el mateix drama ens el proposa Totò a partir, ni més ni menys, de Txèkhov i en clau encara més obertament farsa. Tanmateix, Txèkhov només és present en aquesta pel·lícula amb l'esquema extern i molt distorsionat de dues de les seves històries fusionades, i un cop més Totò predomina en la història i l'imprimeix amb les seves actituds còmiques característiques i el seu enginy fàcil paròdic. […] Naturalment, aquesta conclusió paradoxal i les situacions que la precedeixen força desordenadament estan assaonades de manera notòria amb indicis fàcils inspirats en la contingència política més convencional i la paròdia d'un cert costum burocràtic; s'alternen moments de polèmica més tènue [...]». | » |
| — Ugo Zatterin (Il Giornale d'Italia, 19 octubre 1952) | |   |

| «                                                      | «Amb Totò e i re di Roma els dos directors han tornat als esquemes obsolets i l'humorista napolità ha tornat a la seva ja evident manera de farsa i titellaire. Amb un atenuant, però: que aquesta pel·lícula –com ja és Guardie e ladri– s'allunya, pel que fa al contingut, dels habituals pastissos a base de cames nues (de fet, també hi ha cames nues, però se'ls reserva un lloc marginal). El nom de Txékhov es pot llegir als crèdits inicials: un simple pretext. Si en els autors hi havia, per casualitat, la vaga intenció d'aixecar una mena de contrapartida a Il cappotto (1952) d'Alberto Lattuada (on l'origen literari és Gogol), en contrastar el copista Rascel amb l'arxiver Totò, van fracassar miserablement [...]». | » |
| — Franco Zannino (Rassegna del film, 11 febbraio 1953) | |   |